# 亨里克九世 (盧賓公爵)
亨里克九世（波蘭語：Henryk IX lubiński，1369年—1419或1420年），盧賓公爵，亨里克七世的長子。

## 家庭
1396年，亨里克九世與普熱梅斯瓦夫一世·諾薩克的女兒安娜結婚，兩人共有3子1女：
1. 魯伯特二世（約1399年—1431年）
2. 瓦茨瓦夫（英语：Wenceslaus III of Oława）（1400年—1423年）
3. 卡塔齊娜（1400年—1424年）
4. 路德維克（1404/05年—1441年）